# Domingos da Costa Freitas
Domingos da Costa Freitas, auch bekannt als Gali Kai, war ein Herrscher (Liurai) des timoresischen Reiches Vemasse im Herrschaftsgebiet der Portugiesen auf der Insel. Er war der erste Herrscher Vemasses, dessen Muttersprache Galoli war. Zuvor dominierten die Makasae das Reich von Vemasse.
Dom Domingos war ursprünglich der Dato-hei von Letemumo. Seine Vorfahren waren Topasse, einer malaiisch-timoresischen Mischbevölkerung, die von Larantuka auf Flores nach Oe-Cusse Ambeno ausgewandert und dort zu der herrschenden Elite geworden waren. Im 18. Jahrhundert kamen Dom Domingos Vorfahren in die Region von Vemasse und übernahmen die Herrschaft in Letemumo, in der Erwartung, die Portugiesen würden hier ihre neue Kolonialhauptstadt gründen, nachdem sie aus Oe-Cusse Ambeno zeitweise vertrieben worden waren. Allerdings wurde Dili 1769 der neue Sitz des Gouverneurs. 1879 wurde Dom Domingos von den portugiesischen Kolonialherren als neuer Liurai von Vermasse eingesetzt und folgte damit Dom Manuel da Costa Freitas. Als einer der einflussreichsten Herrscher in Portugiesisch-Timor führte Dom Domingos den von den Portugiesen verliehenen militärischen Rang eines Brigadiers.
1880 endete der zwar der Krieg von Laleia (1878–1880), in dem Vemasse Portugal unterstützte, aber 1882 kam es erneut zu Kämpfen zwischen den Reichen von Vemasse und Laleia, wofür der Kommandant der lokalen portugiesischen Militärkommandantur verantwortlich gemacht wurde. Dieser wurde daraufhin abgesetzt.
Nach der  Revolte der Moradores 1887 erneuerte Dom Domingos bei einer Feierlichkeit in Dili zusammen mit anderen Liurais am 19. Juli 1888 seinen Vasallenschwur gegenüber der portugiesischen Krone. Im selben Jahr unterstützte er den portugiesischen Gouverneur Rafael Jácome de Andrade (1888–1889). Im Feldzug gegen die Reiche von Faturó und Sarau im Osten der Insel. Dom Domingos wird in den portugiesischen Berichten für seine hervorragenden Dienste für die Krone im Besonderen erwähnt. Danach fehlen weitere Berichte über ihn.
Sein Sohn Dom Francisco da Costa Freitas wird 1896 als Liurai von Vemasse genannt.